# الذراع الاحمر (فرع العدين)

تعديل مصدري - تعديل

الذراع الأحمر محلة تابعة لقرية الحبيل، التابعة لعزلة المزاحن بمديرية فرع العدين إحدى مديريات محافظة إب في الجمهورية اليمنية، بلغ تعداد سكانها 51 حسب تعداد اليمن لعام 2004.